# Zwartkops Raceway
O Zwartkops Raceway é um autódromo localizado em Pretória, na África do Sul, o circuito foi inaugurado em 1961 e possui um traçado de 2.400 km.

### Ligações Externas
- Página oficial